# Ramon Villalonga
Ramon Villalonga   (Alaior, 1550 - Muro, 22 d'agost de 1634) fou un sacerdot catòlic Rector de la Parròquia de Sant Joan Baptista de Muro des de 1602 fins a la seva mort, va ser promotor, juntament amb Mossen Joan Aro, de la finalització de les obres del temple finalitzades l'any 1611. La seva figura va ser reconeguda per la dedicació d'un carrer a Muro, el Carrer Rector Villalonga, així com en la dedicació d'una pintura de gran format a la rectoria del temple.

La seva tasca com a protector dels pobres el va portar també esser nomenat fill il·lustre del seu poble natal Alaior, cap a 1753, dedicant una pintura al oli a la seva figura que es troba al saló de plens de l'Ajuntament d'Alaior, al que es representa a Ramon Villalonga repartint pa entre els pobres. El dit quadre porta la següent llegenda:
"El Venerable D, Ramon Vilallonga P Rector de la Parroq. Iglesia de Muro, de la Isla de Mallorca. Fill de esta Vila de Alayor, y Vicari de la matexa. Fael ministre de la Iglesia en pulpit, y confessionari y extremat en la charitat enves los pobres. Mori als 22 agost 1634 de edad de 84 anys"